# Идальго, Мартин
Эмилио Мартин Идальго Конде (исп. Emilio Martín Hidalgo Conde; родился 15 июня 1976 года в городе Лима, Перу) — перуанский футболист, защитник. Известен по выступлениям за перуанский клуб «Спортинг Кристал» и сборную Перу. Спортивный директор клуба «Спорт Бойз».

## Клубная карьера
Идальго — воспитанник клуба «Спортинг Кристал». В своих первых двух сезонах он помог команде дважды выиграть чемпионат Перу. После удачного старта Мартин переехал в Европу, приняв приглашение испанского «Лас-Пальмаса». В Испании он играл нерегулярно и в 1999 году вернулся в «Споринг Кристал». На родине Идальго провёл два сезона, став одним из лидеров клуба. В 2001 году он перешёл в аргентинский «Велес Сарсфилд». Из-за высокой конкуренции Мартин редко выходил на поле и в 2003 году перешёл в «Колон».
В том же году «Колон» из-за финансовых трудностей вынужден был продать ведущих футболистов. Идальго перешёл в российский «Сатурн». Сумма трансфера составила 300 тыс. долларов. В новом клубе он воссоединился со своим партнёром по «Спортинг Кристал» ганцем Принсом Амоако. В РФПЛ Мартин провёл сезон, после чего выйдя на тренировку в резиновых шипах, был отчислен Романцевым из команды, и на правах аренды вернулся в «Альянса Лима». Он в третий раз стал чемпионом Перу в составе новой команды.
В 2005 году Идальго перешёл в парагвайский «Либертад». Он выиграл парагвайскую Примеру вместе с новым клубом, в через полгода на правах аренды стал футболистом бразильского «Интернасьонала». Вместе с командой Мартин стал победителем клубного чемпионата мира. Вторую часть сезона он провёл в аренде в «Гремио». В 2008 году Идальго в третий раз вернулся в «Альянса Лима», но сыграв 3 матча принял приглашение венесуэльского «Депортиво Тачира». Не сумев закрепиться в составе, он вернулся в Перу, где выступал за «Мельгар» и «Сьенсиано». В конце 2013 года Мартин завершил карьеру в «Лос-Кайманес».
Работал менеджером клуба «Спортинг Кристал» и советником по спорту в муниципалитете Лимы.

## Международная карьера
В 1996 году Идальго дебютировал за сборную Перу. В 1997 году он принял участие в Кубке Америки в Боливии. На турнире он сыграл в матчах против сборных Уругвая, Боливии, Венесуэлы, Бразилии, Аргентины и Мексики. В поединке против уругвайцев Мартин забил свой первый гол за национальную команду.
В 2001 году Идальго во второй раз выступил на Кубке Америки в Колумбии. На турнире он сыграл в матчах против сборных Парагвая, Бразилии и Мексики. В 2004 году Мартин в третий раз попал в заявку на участие в домашнем Кубке Америки. На этот раз он был запасным и на поле так и вышел.

## Достижения
Командные
 «Спортинг Кристал»
- Чемпионат Перу по футболу — 1995
- Чемпионат Перу по футболу — 1996

 «Альянса Лима»
- Чемпионат Перу по футболу — 2004

 «Либертад»
- Чемпионат Парагвая по футболу — Апертура 2006

 «Интернасьонал»
- Клубный чемпионат мира по футболу — 2006